# کلودیا اوهانا
ماریا کلودیا سیلوا کارنیرو (متولد ۶ فوریه ۱۹۶۳) که به‌طور حرفه ای با نام کلودیا اوهانا (پس از نام خانوادگی مادرش، نازاره اوهانا سیلوا) شناخته می‌شود، یک هنرپیشه و خواننده برزیلی با اصالت پرتغالی و یهودی است. در برزیل، او بیشتر برای به تصویر کشیدن ناتاشا خون‌آشام در تله رمان Vamp در سال ۱۹۹۱، و همچنین ایزابلا فرتو شرور شرور در فیلم یک پروکسیما ویتیما در سال ۱۹۹۵ شناخته می‌شود، با این حال او در سراسر جهان به خاطر ایفای نقش ارندیرا در فیلم همنام ۱۹۸ شهرت دارد.
او دختر فیلمساز نازارت اوهانا سیلوا، که در سال ۱۹۷۸ درگذشت، و نقاش آرتور خوزه کارنیرو است. او یک خواهر بزرگتر به نام کریستینا دارد و خواهر ناتنی ژائو امانوئل کارنیرو است.
کلودیا با وجود اینکه دختر نازاره اوهانا است، توسط عمه مادری اش، دنیس اوهانا بزرگ شد.
او بین سال‌های ۱۹۸۱ تا ۱۹۸۴ با روی گوئرا ازدواج کرد و از او صاحب یک دختر به نام Dandara Guerra شد که در ۱۰ اکتبر ۱۹۸۳ متولد شد و او نیز بازیگر بود. کلودیا مادربزرگ مارتیم، متولد ۲۴ می ۲۰۰۵، و آرتو، متولد ۱۹ اوت ۲۰۱۲، است. کلودیا همچنین عمه باربارا اوهانا (خواننده) است.
او برای اولین بار در فوریه ۱۹۸۵ و بار دیگر در نوامبر ۲۰۰۸ برهنه برای پلی بوی عکس گرفت. مقاله او در سال ۱۹۸۵ برای نشان دادن تناسلی مودار، تاریخی شد. اخیراً کلودیا در یک شرکت در برنامه Amor e Sexo در مورد این موضوع به شوخی پرداخت و اظهار داشت که «در کمال ناامیدی بسیاری، من اصلاح می‌کنم».
در ژوئیه ۲۰۲۰، کلودیا به دلیل پذیرش دو سگ از یک سازمان نجات سگ، انتقادات گسترده‌ای از طرف دوستداران حیوانات دریافت کرد و تنها چند ماه بعد آنها را برگرداند زیرا دیگر نمی‌خواست از آنها مراقبت کند.

## حرفه

### تلویزیون
| Year | Title                        | Role                                  | Notes                                                         |
| ---- | ---------------------------- | ------------------------------------- | ------------------------------------------------------------- |
| ۱۹۸۱ | Obrigado, Doutor             |                                       | Episode: "Uma Bela Adormecida"                                |
| ۱۹۸۱ | Amizade Colorida             | Regina                                | Episode: "Gatinhas e Gatões"                                  |
| ۱۹۸۴ | Amor com Amor Se Paga        | Mariana Correia                       |                                                               |
| ۱۹۸۹ | Tieta                        | Tieta Esteves Cantarelli (young)      | Episode: "August 14, 1989"                                    |
| ۱۹۹۰ | Rainha da Sucata             | Paula Ramos (Paulinha)                |                                                               |
| ۱۹۹۰ | Les cavaliers aux yeux verts | Juana-Maria                           | TV movie                                                      |
| ۱۹۹۱ | Vamp                         | Natasha Rebelo / Eugênia Queiroz      |                                                               |
| ۱۹۹۳ | Fera Ferida                  | Camila                                |                                                               |
| ۱۹۹۵ | A Próxima Vítima             | Isabela Ferreto de Vasconcellos Rossi |                                                               |
| ۱۹۹۶ | Você Decide                  | Magda                                 | Episode: "Marcas do Passado"                                  |
| ۱۹۹۷ | Zazá                         | Maria Olímpia                         |                                                               |
| ۱۹۹۸ | Você Decide                  |                                       | Episode: "A Volta Por Cima"                                   |
| ۱۹۹۸ | Mulher                       | Cecília                               | Episode: "Compulsão"                                          |
| ۱۹۹۹ | O Belo e as Feras            |                                       | Episode: "Antes Mal Acompanhado do Que Só"                    |
| ۱۹۹۹ | Você Decide                  |                                       | Episode: "Assunto de Família"                                 |
| ۱۹۹۹ | Mulher                       | Graça                                 | Episode: "Dormindo com o Inimigo"                             |
| ۲۰۰۰ | A Muralha                    | Dona Antônia Brites                   |                                                               |
| ۲۰۰۰ | Você Decide                  | Carol                                 | Episode: "Mania de Casar"                                     |
| ۲۰۰۱ | Estrela-Guia                 | Glória (Glorinha)                     | Special participation                                         |
| ۲۰۰۱ | As Filhas da Mãe             | Orora Gutierrez (Aurora)              |                                                               |
| ۲۰۰۳ | Canavial de Paixões          | Débora Fabermann Santos               | Episodes: "October 13–15, 2003"                               |
| ۲۰۰۴ | Da Cor do Pecado             | Zuleide                               | Episodes: "July 5–August 27, 2004"                            |
| ۲۰۰۴ | Sob Nova Direção             | Lucinda                               | Episode: "Aqueles Dias"                                       |
| ۲۰۰۶ | Malhação                     | Raquel Valença                        | Seasons 13–14                                                 |
| ۲۰۰۸ | A Favorita                   | Maria Aparecida Marelo Copola (Cida)  |                                                               |
| ۲۰۱۱ | Morde &amp; Assopra          | Alzira Sampaio                        | Special participation                                         |
| ۲۰۱۱ | Natália                      | Maria Isabel                          |                                                               |
| ۲۰۱۱ | Cordel Encantado             | Siá Benvinda Aráujo                   |                                                               |
| ۲۰۱۲ | Malhação Conectados          | Iara                                  | Season 19; Special participation                              |
| ۲۰۱۲ | Dança dos Famosos 9          | Participant                           | Domingão do Faustão's reality show                            |
| ۲۰۱۲ | Guerra dos Sexos             | Rihanna                               | Episodes: "October 27–30, 2012"                               |
| ۲۰۱۲ | Mandrake                     | Esther Levi                           | TV movie                                                      |
| ۲۰۱۲ | Mandrake                     | Esther Levi                           | Episode: "Robin Hood de Copacabana" Episode: "A Investigação" |
| ۲۰۱۳ | Louco por Elas               | Pâmela                                | Episode: "O Melhor Dia das Mães de Todos"                     |
| ۲۰۱۳ | Joia Rara                    | Laura Passos                          |                                                               |
| ۲۰۱۴ | Psi                          | Valentina                             | Seasons 1–2                                                   |
| ۲۰۱۶ | Criança Esperança            | Natasha (of Vamp) / Herself           | Special participation                                         |
| ۲۰۱۶ | Sol Nascente                 | Loretta Fragoso                       |                                                               |
| ۲۰۱۷ | Aldo: Mais Forte que o Mundo | Rocilene da Silva Oliveira            |                                                               |
| ۲۰۱۷ | Super Chef Celebridades      | Participant                           | Mais Você's reality show                                      |
| ۲۰۱۸ | Desnude                      | Débora                                | Episode: "Tirando Onda"                                       |
| ۲۰۱۹ | Verão 90                     | Janice                                |                                                               |
| ۲۰۲۳ | Vai na Fé                    | Dora                                  |                                                               |

### فیلم
| سال  | عنوان                                                       | نقش                     | یادداشت          |
| ---- | ----------------------------------------------------------- | ----------------------- | ---------------- |
| ۱۹۷۹ | Amor e Traição                                              |                         |                  |
| ۱۹۸۱ | Bonitinha mas Ordinária یا Otto Lara Rezende                | خواهر ریتینا            |                  |
| ۱۹۸۲ | منینو دو ریو                                                | سونینها                 |                  |
| ۱۹۸۲ | بیجو نا بوکا                                                | سلست                    |                  |
| ۱۹۸۲ | Aventuras de um Paraíba                                     | برانکا                  |                  |
| ۱۹۸۳ | ارندیرا                                                     | ارندیرا                 |                  |
| ۱۹۸۶ | مانتو Les Longs                                             | جولیا مندز              |                  |
| ۱۹۸۶ | Ópera do Malandro                                           | لودمیلا استرودل         |                  |
| ۱۹۸۸ | لوزیا هوم                                                   | لوزیا                   |                  |
| ۱۹۸۸ | رؤیای عشق                                                   | لیزا                    |                  |
| ۱۹۸۸ | Fábula de la bella Palomera                                 | فولویا                  |                  |
| ۱۹۸۹ | کواروپ                                                      | واندا                   |                  |
| ۱۹۸۹ | دسیخو دی آمار                                               |                         |                  |
| ۱۹۹۴ | اروتیک                                                      |                         | بخش "تماس نهایی" |
| ۲۰۰۵ | دولورس                                                      | دولورس                  | فیلم کوتاه       |
| ۲۰۱۱ | دسنرولا                                                     | کلارا                   |                  |
| ۲۰۱۱ | یک Novela das 8                                             | دورا دیاس               |                  |
| ۲۰۱۳ | O Bacanal do Diabo e Outras Fitas Proibidas de Ivan Cardoso | سیمونه                  |                  |
| ۲۰۱۳ | تاریخچه اولهو                                               | سیمونه                  | فیلم کوتاه       |
| ۲۰۱۴ | El Misterio de la Felicidad                                 | کازاندرا                |                  |
| ۲۰۱۵ | بزرگنمایی                                                   | آلیس                    |                  |
| ۲۰۱۶ | دست خالق                                                    | زن مرموز                |                  |
| ۲۰۱۶ | Mais Forte que o Mundo                                      | روسیلن داسیلوا اولیویرا |                  |